# Bareka (Mundemba)
Pour les articles homonymes, voir Bareka.
Bareka est une localité du Cameroun, située dans l'arrondissement de Mundemba, le département du Ndian et la Région du Sud-Ouest.

## Population
Lors du recensement national de 2005, Bareka comptait 3 habitants.